# Grzęda (gromada)
Grzęda – dawna gromada, czyli najmniejsza jednostka podziału terytorialnego Polskiej Rzeczypospolitej Ludowej w latach 1954–1972.
Gromady, z gromadzkimi radami narodowymi (GRN) jako organami władzy najniższego stopnia na wsi, funkcjonowały od reformy reorganizującej administrację wiejską przeprowadzonej jesienią 1954 do momentu ich zniesienia z dniem 1 stycznia 1973, tym samym wypierając organizację gminną w latach 1954–1972.
Gromadę Grzęda z siedzibą GRN w Grzędzie utworzono – jako jedną z 8759 gromad na obszarze Polski – w powiecie reszelskim w woj. olsztyńskim na mocy uchwały nr 25 WRN w Olsztynie z dnia 4 października 1954. W skład jednostki weszły obszary dotychczasowych gromad Grzęda, Paluzy i Wojkowo ze zniesionej gminy Grzęda oraz obszar dotychczasowej gromady Pleśno ze zniesionej gminy Klewno w powiat reszelskim, a także obszar dotychczasowej gromady Swędrówka ze zniesionej gminy Korsze w powiecie kętrzyńskim, w tymże województwie. Dla gromady ustalono 13 członków gromadzkiej rady narodowej.
Gromadę zniesiono 1 stycznia 1958, a jej obszar włączono do gromad: Reszel (wieś Pleśno oraz PGR-y Pleśno i Pleśnik) i Bisztynek (wsie Grzęda, Paluzy, Swedrówka, Wojkowo i Łabławki, PGR-y Wojkowo, Wysokie i Janowiec oraz osadę Łabławki) w tymże powiecie.